# Mikola várkastélya
Mikola várkastélya (horvátul: Kaštel Mikola) egy középkori várhely Horvátországban, Vukovár-Szerém megyében, Bogdánfalva település határában.

## Fekvése
A várkastély Bogdánfalva belterületének északi szélén, a Valkó (Vuka) jobb partján állt.

## Története
A várkastély 1427-ben bukkan fel a történeti forrásokban, amikor Zsigmond király mint az utód nélkül elhunyt Mikolai Mihály birtokát az itteni kastéllyal (Mikola cum castello) és tartozékaival együtt Garai Jánosnak adja zálogba.  Építői valószínűleg a Mikolaiak voltak, akik már a 14. század elejétől ismertek. 1435-ben a király a mikolai birtokot Garai László és fia Miklós tulajdonába adta. A 15. század közepéig ez a kastély volt a borói és mikolai kettős uradalom központja, de utoljára 1439-ben említi írásos forrás. Valószínűleg az 1440–41-es hatalmi harcokban pusztult el, mert 1481-ben már a borói kastély a kettős uradalom székhelye.